# Lê Thanh Quang
 Lê Thanh Quang (9 tháng 9 năm 1960  –  20 tháng 10 năm 2022) là một cựu chính khách Việt Nam. Ông nguyên là Ủy viên Ban Chấp hành Trung ương Đảng Cộng sản Việt Nam khóa XII, Bí thư Tỉnh ủy Khánh Hòa, Chủ tịch Hội đồng nhân dân tỉnh Khánh Hòa.
Ông qua đời do bệnh hiểm nghèo vào ngày 20 tháng 10 năm 2022.

## Lý lịch và học vấn
Lê Thanh Quang sinh ngày 9 tháng 9 năm 1960, quê quán xã Vĩnh Trung, Thành phố Nha Trang, tỉnh Khánh Hòa;
Trình độ cử nhân Văn chương, Đại học Tổng hợp Huế.

## Sự nghiệp
Lê Thanh Quang từng làm Giám đốc Sở Kế hoạch và Đầu tư tỉnh Khánh Hòa, Bí thư Thành ủy Nha Trang;
Ngày 11/7/2009, tại Hội nghị Tỉnh ủy lần thứ 16, Lê Thanh Quang được bầu làm Phó Bí thư Tỉnh ủy nhiệm kỳ 2005 - 2010, với sự tín nhiệm cao.
Ngày 15/7/2009, tại kỳ họp thứ 12, Hội đồng nhân dân tỉnh Khánh Hòa khóa IV đã bầu bổ sung ông Lê Thanh Quang, Phó Bí thư Thường trực Tỉnh ủy giữ chức Chủ tịch Hội đồng nhân dân tỉnh khóa IV.
Sáng ngày 30/9/2010, Đại hội đại biểu Đảng bộ tỉnh Khánh Hòa lần thứ XVI đã bầu Lê Thanh Quang làm Bí thư Tỉnh ủy Khánh Hòa nhiệm kỳ 2010 - 2015.
Ngày 18/1/2011, tại Đại hội đại biểu toàn quốc lần thứ XI, Lê Thanh Quang trúng cử Ủy viên Ban Chấp hành Trung ương Đảng Cộng sản Việt Nam khóa XI.
Sáng ngày 17/6/2011, tại kỳ họp thứ nhất, Hội đồng nhân dân tỉnh Khánh Hòa khóa V, nhiệm kỳ 2011 - 2016 đã bầu Lê Thanh Quang tái đắc cử chức Chủ tịch Hội đồng nhân dân tỉnh khóa V.
Sáng ngày 24/9/2015, Đại hội đại biểu Đảng bộ tỉnh Khánh Hòa lần thứ 17, nhiệm kỳ 2015 - 2020 đã bầu Lê Thanh Quang, tái đắc cử chức Bí thư Tỉnh ủy Khánh Hòa, nhiệm kỳ 2015 - 2020.
Ngày 26/1/2016, tại Đại hội đại biểu toàn quốc lần thứ XII, Lê Thanh Quang được bầu tái đắc cử Ủy viên Ban Chấp hành Trung ương Đảng Cộng sản Việt Nam khóa XII.
Ngày 14/6/2016, Lê Thanh Quang được miễn nhiệm chức vụ Chủ tịch Hội đồng nhân dân tỉnh Khánh Hòa khóa V nhiệm kỳ 2011-2016.

## Bị kỷ luật
Thứ Sáu 23/08/2019, Trong chương trình kỳ họp 38 vừa qua, UB Kiểm tra Trung ương đã xem xét, kết luận về những dấu hiệu vi phạm đối với Ban Thường vụ Tỉnh ủy Khánh Hòa.
UB Kiểm tra Trung ương nhận định Ban Thường vụ Tỉnh ủy, Ban cán sự đảng UBND tỉnh Khánh Hòa có nhiều vi phạm, khuyết điểm nghiêm trọng, gây hậu quả nghiêm trọng, làm thất thoát lớn tài sản, ngân sách nhà nước. Ông Lê Thanh Quang, Ủy viên Trung ương Đảng, Bí thư Tỉnh ủy chịu trách nhiệm chính về những vi phạm, khuyết điểm của Ban thường vụ Tỉnh ủy. Vi phạm của tập thể và các cán bộ liên quan đến mức phải kỷ luật.
Ngày 30 tháng 9 năm 2019, Ủy ban Kiểm tra Trung ương nhận định ông Lê Thanh Quang (Bí thư Tỉnh ủy Khánh Hòa) có sai phạm rất nghiêm trọng nhưng chưa bị xem xét kỷ luật do mắc bệnh hiểm nghèo.
Ngày 19 tháng 10 năm 2019, Bộ Chính trị Ban Chấp hành Trung ương Đảng Cộng sản Việt Nam quyết định cho ông Lê Thanh Quang - ủy viên Trung ương Đảng - thôi giữ chức Bí thư Tỉnh ủy Khánh Hòa để điều trị bệnh hiểm nghèo.